# Tenzin Palmo
Jetsunma Tenzin Palmo, född Diane Perry 30 juni 1943 i Hertfordshire i Storbritannien, är en buddhistisk nunna i Kagyüskolan i den tibetanska buddhismen.

## Biografi

### Barndom
Diane Perry och hennes äldre bror flyttade till Bethnal Green, i London med sin mor efter att hennes far hade avlidit. Mrs Perry var spiritist och höll seanser i sitt hem. Under tonåren läste Diane Mind unshaken: A modern approach to Buddhism och blev övertygad om att hon var buddhist. Efter att ha slutat skolan arbetade hon på bibliotek och vid School of Oriental and African Studies i London och sparade pengar för att kunna resa till Indien.

### Himachal Pradesh, Indien
1964 reste Perry till Dalhousie I Himachal Pradesh och undervisade unga tibetanska munkar i engelska. Tre månader senare träffade hon Khamtrül Rinpoche. Den dag hon fylde 21 år frågade hon om hon kunde bli nunna. Rinpoche blev hennes guru och gav henne namnet Drubgyu Tenzin Palmo 1965 blev hon en av de första västerlänningar som blev novis i den tibetanska buddhismen. Hon kom till ett kloster i Palampur, Kangradalen och var den enda nunnan bland 100 munkar. Tenzin Palmo upptäckte snart att hon diskrimerades och inte fick del av den esoteriska kunskap som hon eftersträvade.

#### Lahaul
Sommaren 1970 uppmanade Rinpoche henne att hon skulle gå till ett kloster i Lahaul på gränsen till Ladakh. Vid denna tid fanns ingen väg utan hon skulle vandra över Rohtangpasset (3978 m ö.h.) till Kardang Monastery. Här skulle hon tillbringa vintermånaderna i retreat. 1973 skickades Palmo till Miu Fat Temple i Hongkong. 1973 blev Palmo upptagen som bhikshuni och återvände därefter till klostret i Lahaul.

#### Grottan
Palmo sökte ännu mer avskildhet och fann en grotta i bergen ovanför Kyelang. Hon fick hjälp av vänner att sätta upp några väggar och skapa ett bostadsutrymme på tre kvadratmeter och flyttade in och boddei grottan i 12 år. Under sommaren fick hon förnödenheter från vänner i Kyelang, livsmedel lagrade hon för vintern då grottan var snötäckt. Utanför grottan kunde hon odla rovor och potatis. Hon sov och mediterade upprätt i en meditationslåda. Trots många svårigheter och livshotande upplevelser trivdes i sin ensamma andliga övning. Hennes andliga ledare Khamtrul Rinpoche lämnade jordelivet 1980. De sista åren hade han flera gånger uppmanat Palmo att starta ett nunnekloster.

## Dongyu Gatsal Ling
Palmo avslutade sin retreat sommaren 1988. Efter 24 år i Indien reste hon till Assisi i Italien. Hon bodde hos vänner och började undervisa vid olika buddhistiska centra. 1993 blev hon kontaktad av den nya Khamtrul Rinpoche vid Khampagar-klostret och blev åter uppmanad att starta ett kloster för tibetanska kvinnor. Denna gång kände hon sig mogen att ta på sig denna stora och krävande uppgift. Palmo reste runt i världen, höll föreläsningar för insamling av kapital och kontaktade Khampagar-klostret och myndigheter i Himachal Pradesh. I januari 2000 kunde klostret Dongyu Gatsal Ling invigas i närheten av Tashi Jong.

## Galleri

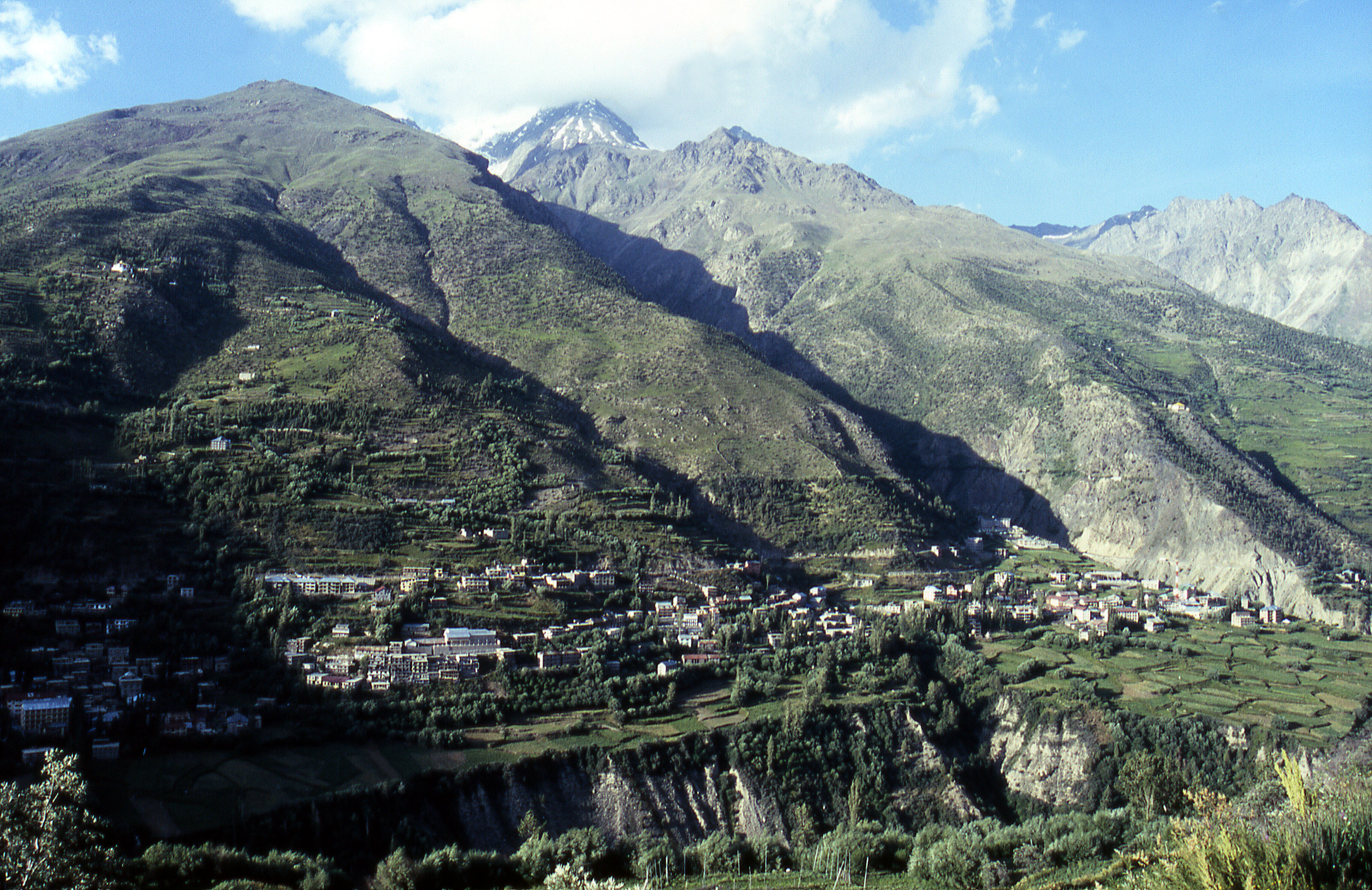
Kyelang
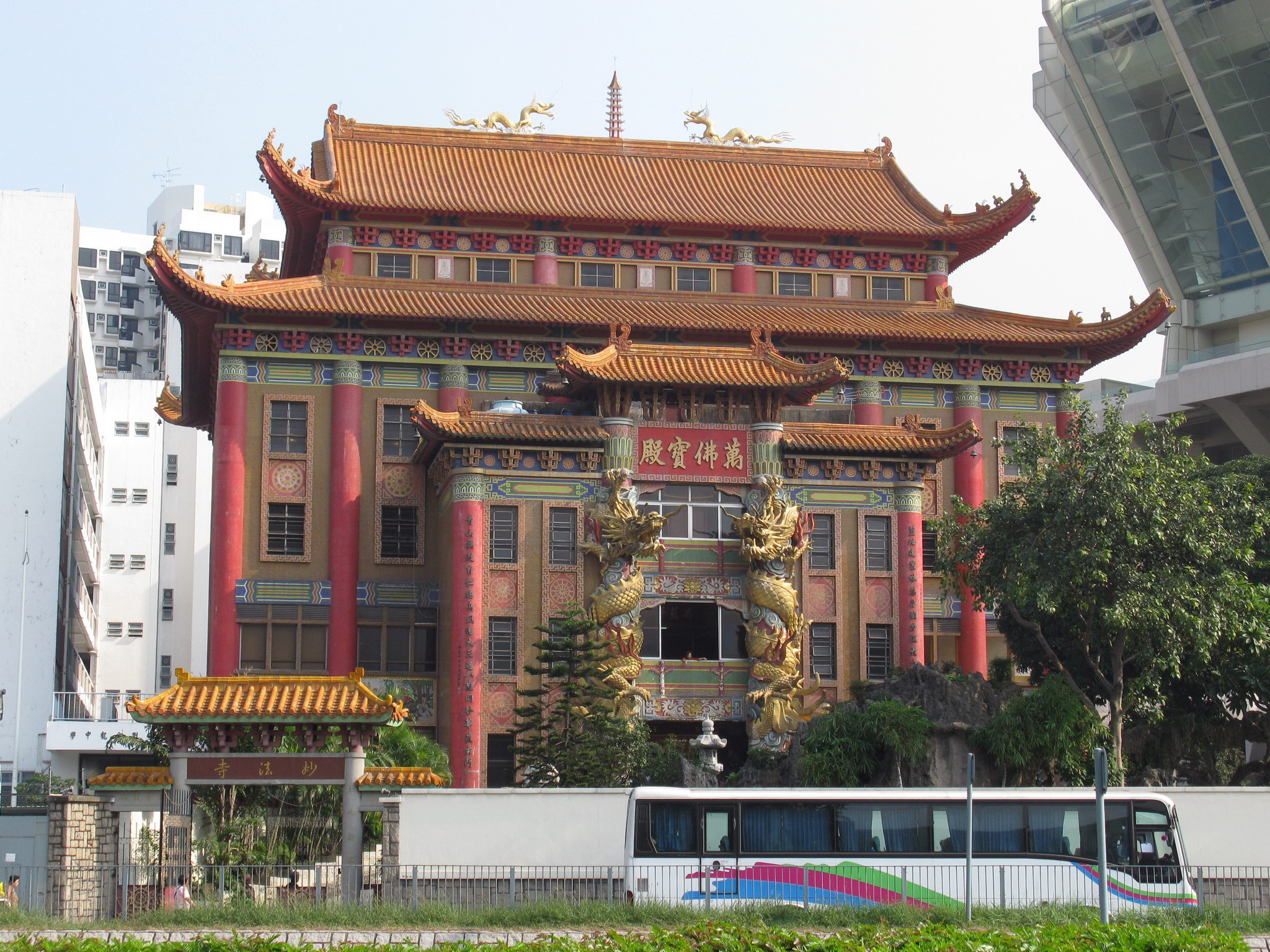
Miu Fat, buddhistkloster